# Godofredo Costa Meneses
Godofredo Costa Meneses (Mar de Espanha, 10 de junho de 1890 — Rio de Janeiro, 11 de janeiro de 1954) foi um político brasileiro. Exerceu o mandato de deputado federal constituinte pelo Espírito Santo em 1934. Atuou como médico, delegado de instrução e de higiene, de inspetor federal de ensino e de médico escolar, e prefeito.

## Formação
Formou-se no Colégio Paula Freiras e concluiu os estudos secundários no Ginásio Nacional, ambos no Rio de Janeiro, então Distrito Federal. E em 1914 formou-se em medicina na Faculdade de Medicina do Rio de Janeiro.